# NGC 5771
NGC 5771 је елиптична галаксија у сазвежђу Волар која се налази на NGC листи објеката дубоког неба.
Деклинација објекта је + 29° 50' 45" а ректасцензија 14h 52m 14,2s. Привидна величина (магнитуда) објекта NGC 5771 износи 13,6 а фотографска магнитуда 14,6. NGC 5771 је још познат и под ознакама MCG 5-35-21, CGCG 164-37, NPM1G +30.0360, PGC 53088.